# Rodokmen Salm-Reifferscheidtů
Tento článek představuje rodokmen Salm-Reifferscheidtů. Pro období od počátku 17. století je rodokmen kompletní, pro starší období uvádí všechny známé a v literatuře či oficiálních genealogiích uváděné členy rodu. Jména jsou uváděna v původní jazykové variantě, počeštělá jen u těch členů rodu, kteří žili v českých zemích. Arabským číslováním jsou uváděna veškerá světská knížata, vládcové drobných států Svaté říše římské (podle pořadí vládce teritoria bez ohledu na dynastii) a západoevropská šlechta držící své tituly jen podle práva prvorozenectví. Římské číslování podle běžných konvencí, tedy podle pořadí jména v rámci rodu.

## Rodokmen
1. Johann z Reifferscheidu, pán na Bedbur(g)u a Dycku († 1418)[1]
  1. Johann († 1475), hrabě ze Salmu, pán z Reifferscheidu, Dycku etc. ∞ Irmgard z Wevelinghovenu († 1474)[2]
    1. Wilhelm († 1515) kanovník ve Werdenu
    2. Johann († 1479) ∞ Philippa († 1494), hraběnka z Neuenahru[2]
    3. Heinrich († 1475), kanovník v Kolíně
    4. Peter († 1505), dědičný maršálek kurfiřta kolínského ∞ Regina, (1461–1495) hraběnka ze Saynu[3]
      1. Johann (1488–1537) ∞ Anna († 1539), hraběnka na Hoye a Bruchhausenu[3]
        1. Franz (1508–1529)[3]
        2. Johann (1513–1559) ∞ Elisabeth (1517–1577), hraběnka na Henne(n)bergu[3]
          1. Hermann (1542–1544), Wilhelmovo dvojče
          2. Wilhelm (1542–1587), Hermannovo dvojče, kanovník kanonie sv. Gedeona a kanovník kolínské kapituly[3]
          3. Werner (1545–1629), španělský ministr války, bojovník od Lepanta ∞ Maria († 1637), hraběnka z Limburgu-Bronckhorstu[4]
            1. Johann Christoph (1572–1600), padl v bitvě u Nieuwpoortu[4]
            2. Hermann Adolph (1575–1630), generální administrátor štrasburského biskupství[4]
            3. Ernst Friederich (1583–1639), starohrabě ze Salm-Reifferscheidtu ∞ Maria Ursula († 1649), hraběnka z Leiningen-Dagsburgu[4]
              1. Erich Adolf (1619–1673), starohrabě ze Salm-Reifferscheidt-Bedbur(g)u, zakladatel větve Salm-Reifferscheid-Bedburg[1] (Viz)
              2. Maria Sophia (1620–1674), kněžna-abatyše okněžněného říšského opatství v Eltenu
              3. Ernst Salentin (1621–1684), starohrabě ze Salm-Reifferscheidt-Dycku, zakladatel větve Salm-Reifferscheid-Dyck[5] (Viz)
              4. Anna Salome von Salm-Reifferscheidt (1622–1688), kněžna-abatyše okněžněného říšského opatství v Essenu
              5. Sidonie Elisabeth (1623–1688) ∞ Hartmann (1613–1686), 2. kníže z Lichtenštejna (Gundakarova linie)
              6. Anna Katharina (1621–1691) ∞ Johann IV. (1618–1660), 19. hrabě z Rietbergu
              7. Ferdinand Albrecht (1628–1652), kapitulní kanovník kolínský[4]

            4. Wilhelm Salentin (1580–1634), císařský plukovník, padl v bitvě u Nördlingenu[4]

          4. Anna (1548–1574)
          5. Werner (1549–1601), kanovník v Kolíně, Trevíru a Štrasburku

      2. Franz († 1499), zemřel v dětství
      3. Jutta († 1543) ∞ Vinzenz ze Schwanenbergu a Erprathu[3]
      4. Elisabeth, řádová sestra v Alfteru
      5. Irmgard († cca 1525), abatyše v Gerresheimu

  2. Reinhard ∞ Margareta z Hoisetn
    1. Dietrich, v l. 1443–1462 kanovník v Lutychu

  3. Mechthild († 1437) ∞ Wilhelm I. (1389–1459), 6. hrabě z Limburgu, pán z Broichu a Liedbergu
  4. Jutta († 1485), abatyše kláštera sv. Quirina v Neuss[2]
  5. Margareta ∞ Ruppert I. († 1459), 11. hrabě z Neuenahru, pán na Saffenburgu
  6. Mechthild († po 1461) ∞ Jan van Hoorn († 1447)
  7. Agnes, řádová sestra v Kolíně

### Větev Salm-Reifferscheidt-Bedbur(g)/Krautheim
1. Erich Adolf (1619–1673), starohrabě ze Salm-Reifferscheidt-Bedbur(g)u ∞ (I) Magdalene (1611–1671), lankraběnka hesensko-kasselská; ∞ (II) Ernestine Barbara Dorothea (1654–1698), hraběnka na Löwenstein-Wertheim-Rochefortu
  1. (I) Wilhelm Heinrich (1647–1651)
  2. (I) Sophie Magdalena (1649–1675) ∞ Karl (1649–1711), 1. lankrabě z Hesenska-Wanfriedu
  3. (I) Anna Ernestine Felicitas (1650–1692)
  4. (I) Maria Katharina Maximiliana (1651–1687)
  5. (II) Franz Wilhelm (1672–1734)[1] ∞ (I) Marie Anežka Agáta (1674–1718), hraběnka Slavatová z Chlumu a Košumberka; ∞ (II) Maria Anna Karolína (1694–1735), princezna z a na Lichtenštejnu
    1. (I) Maria Ernestine (1693–1730) ∞ Johann Adam (1696–1748), hrabě z Fünfkirchenu
    2. (I) Joseph Johann Christian Sixtus Cajetan (1694–1696)
    3. (I) Maria Christine (1695–1745) ∞ Johann Joseph, (1687–1762), hrabě von Breunner
    4. (I) Karl Anton Joseph (1697–1755),[1] starohrabě ze Salm-Reifferscheidt-Bedbur(g)u ∞ Maria Franziska (1702–1778), hraběnka Esterházy z Galanty
      1. Franz Nicolas Karl Ignat (1721–1786)
      2. Karl Ferdinand (1722–1724)
      3. Margarethe Ernestina (1724–1726)
      4. Margarethe Ernestine Antonia (*/† 1726)
      5. Karolina Ernestina (1726–1727)
      6. Josepha (1728–1730)
      7. Josepha Maria (1731–1796), kněžna-abatyše okněžněného kláštera v Eltenu a abatyše opatství ve Vredenu
      8. Johann Nepumocenus (1733–1735)
      9. Siegmund (1735–1798)[1] ∞ Eleonore (1735–1804), hraběnka z Waldburg-Zeil-Wurzachu
        1. Maximiliana Franziska de Paula (1765–1805), kněžna-abatyše v Eltenu
        2. Fridrich Maxmilián (1766-1790), kanovník v Kolíně
        3. Maria Josepha (1767–1768)
        4. Maria Creszentia (1768–1826) ∞ Ludwig Aloys (1765–1829), 2. kníže Hohenlohe-Bartenstein
        5. Auguste Josepha (1769–1857), řádová sestra v Kolíně
        6. Franz Wilhelm (1772–1831),[1] 1. kníže Salm-Reifferscheidt-Krautheim, pruský generálmajor ∞ Franziska (1770–1812), princezna z Hohenlohe-Bartensteinu
          1. Ludwig Karl (*/† 1797)
          2. Konstantin Dominik Franz (1798–1856),[1] 2. kníže Salm-Reifferscheidt-Krautheim ∞ Charlotte (1807–1873), princezna z Hohenlohe-Bartenstein-Jagstbergu
            1. Franz Karl August (1827–1860), 3. kníže Salm-Reifferscheidt-Krautheim
            2. Auguste Eleonore (1828–1859), jeptiška
            3. Otto Clemens (1829–1858), starohrabě Salm-Reifferscheidt-Krautheim
            4. Caroline (*/† 1830)
            5. Bertha (*/† 1831)
            6. Leopold (1833–1893),[6] 4. kníže Salm-Reifferscheidt-Krautheim a Dyck, dědic vymřelé větve Dyck ∞ Anna (1837–1864), hraběnka z Thurnu a Valsassiny
              1. Alfred Georg Konstantin (1863–1924), 5. kníže Salm-Reifferscheidt-Krautheim a Dyck, poslanec německého říšského sněmu ∞ Maria Dorothea (1873–1945), hraběnka Bellegarde
                1. Franz Joseph Alfred Leopold (1899–1958), 6. kníže Salm-Reifferscheidt-Krautheim a Dyck, rektor Řádu Božího hrobu ∞ Cäcilie (1911–1991),[7] princezna na Salm-Salmu – větev v mužské linii vymírá (1958)
                  1. Marie Christine (* 1932) ∞ Peter (* 1929), hrabě Wolff-Metternich zur Gracht
                  2. Marie Anne (* 1933) ∞ Ctihodný Alexander Campbell Geddes (1910–1971), ml. syn 1. lorda (barona) Geddese
                  3. Rosemary (1937–2004) ∞ Johannes (* 1930), hrabě Hüyn
                  4. Isabella (* 1939) ∞ Franz Albrecht (1920–2009), 21. (4.) vévoda ratibořský a 6. (4.) kníže z Corvey,[8] princ zu Hohenlohe-Schilingfürst-Metternich-Sándor
                  5. Gabrielle (1941–1985) ∞ Ernst Friedrich (1932–1999), hrabě von Goëß
                  6. Cecilia (* 1943)
                  7. Georgine (1947–1950)

                2. Maria Rudolfine (1900–1915)
                3. Christiane Philippine (1901–1984) ∞ Franz (1896–1971), hrabě von Hartig
                4. Alfred Georg (1903–1920)
                5. Paula Wilhelmine (1906–1968)

              2. Georg Leopold (1864–1931) ∞ Donna Bianca Lucchesi-Palli (1865–1943), dcera 5. vévody z Grazia[9]
                1. Josepha Maria (1893–1944)
                2. Rosa Josepha (1895–1964) ∞ Otto (1888–1964), svobodný pán Wucherer von Huldenfeld
                3. Eleonore Maria (1901–1976) ∞ Karl Heinrich (1878–1941), hrabě von Bardeau

              3. Marie Charlotte (1867–1944), princezna Salm-Reifferscheidt-Krautheim ∞ Erwein (1863–1938), 4. kníže von der Leyen und zu Hohengeroldsegg
              4. Rosa Eleonore (1868–1942), princezna Salm-Reifferscheidt-Krautheim ∞ Moritz (1862–1940), 6. kníže zu Hohenlohe-Schilingfürst

            7. Franziska Antonia (1835–1852)
            8. Eleonore Aloisie (1836–1922) ∞ Stanislaus († 1884), svobodný pán Bourguignon von Bamberg
            9. Friedrich Karl (1843–1866), padl v bitvě u Náchoda

          3. Eleonora Maria Walburga (1799–1851) ∞ Viktor Amadeus (1779–1834), 17. (1.) vévoda ratibořský a 2. (1.) kníže z Corvey[8] 6. lankrabě hesensko-rothenburský
          4. Karl Boromaeus (1801–1802)
          5. Kottialtis Luise Polyxena (1802–1818)
          6. Karl Joseph Ernst (1803–1864) ∞ (morganaticky) Thekla Strobel (1818–1878) - děti svobodní páni z Roesdorfu, neoprávněni dědit ani nosit jméno Salmů
          7. Leopoldine Josephine (1805–1878) ∞ Hugo Karel Eduard (1803–1888), 2. kníže Salm-Reifferscheidt-Raitz
          8. Maria Creszentia Polyxena (1806–1878)

        7. Walburga Maria (1773-1812), řádová sestra v Kolíně
        8. Klemens Wenzel (1776–1830) ∞ Pauline de Bon (1779–1840)[10]
        9. Franz Joseph Anton (1778–1851) ∞ Apollonia Isabella Muck (1776–1848)[11]
        10. Maria Charlotte (1779–1831), řádová sestra v Eltenu
        11. Antonia Maria (1780–1846), konventní dáma v Essenu a Vredenu

      10. Johann Nepumocenus Joseph Christian (1737–1775)
      11. Leopoldine Maria Innocentia (1738–1741)

    5. (I) Franz Ernst (1698–1760), biskup z Tournai
    6. (I) Leopold Anton (1699–1769), starohrabě Salm-Reifferscheidt-Hainspach (viz)
    7. (I) Maria Josephina Christina (*/† 1707)
    8. (II) Anton Joseph Franz (1720–1769), starohrabě Salm-Reifferscheidt-Raitz (viz)

### Větev Salm-Reifferscheidt-Dyck
1. Ernst Salentin (1621–1684), starohrabě ze Salm-Reifferscheidt-Dycku ∞ Magdalena Klara (1636–1692), hraběnka z Manderscheidu a Blankenheimu
  1. Anna Felizitas (1658–1733), konventní dáma v Essenu
  2. Franz Ernst (1659–1727)[5] ∞ Anna Franziska (1683–1763), princezna Thurn-Taxisová[12]
    1. August Eugen Bernhard (1706–1767)[12] ∞ Maria Sabina Sophia (1714–1772)[13], hraběnka de Merode-Montfort, dcera 2. (úřadující) kněžny a sestra 3. knížete z Rubempré a Eversberghu
    2. Friedrich Ernst (1708–1775), kapitulní kanovník kolínský a štrasburský[12]
    3. Anna Maria Luise (1712–1760) ∞ Joseph Franz (1704–1774), hrabě zu Waldburg-Wolfegg
    4. Johann Franz Wilhelm (1714–1775) ∞ Augusta (1743–1776), hraběnka na Waldburg-Zeil-Wurzachu[14]
      1. Maria (*/† 1771)[14]
      2. Alexander (1772–1773)[14]
      3. Joseph Franz Maria (1773–1861), 1. kníže na Salm-Reifferscheidt-Dycku ∞ (I) Maria Theresia (1776–1838), hraběnka Hatzfeldová z Wertheru a Schönsteinu, manželství rozloučeno 1801; ∞ (II) Constance de Théis (1767–1845), básnířka a spisovatelka[14]
      4. Walburga (1774–1849) ∞ Maxmilian, svobodný pán z Gumppenbergu[14]
      5. Franz Joseph August (1775–1826), 1. kníže Salm-Reifferscheidt-Dyck ∞ Maria Walpurga (1791–1853), hraběnka Waldburg-Zeil-Wurzach-Wolfegg-Waldsee
        1. Alfred Joseph Clemens (1811–1888)[6] 2. kníže Salm-Reifferscheidt-Dyck; Větev vymírá a dědictví přechází na krautheimskou linii (dříve bedburskou)

  3. Karl Kaspar (1660–1685),[5] kanovník v Kolíně
  4. Alexander (1662–1697), kanovník v Kolíně
  5. Sidonia Elisabeth (1663-1700), řádová sestra ve Vredenu
  6. Ludwig (*/† 1665)
  7. Johann Philip (1666–1687), kanovník v Osnabrücku a v Kolíně
  8. Wilhelm (1668–1721), kanovník v Kolíně
  9. Julianna (1671–1740) ∞ Maximilian von Grotthus[15]

### Větev Salm-Reifferscheidt-Hainspach
1. Leopold Antonín Vilém (1699–1769), starohrabě ze Salm-Reifferscheidt-Hainspachu, nejvyšší maršálek kolínský, polní podmaršálek císařské armády ∞ (I) Marie Anna (1700–1737), hraběnka z Althannu; ∞ (II) Marie Anna (1719–1743), hraběnka z Auersperku ∞ (III) Marie Karolina (1722–1790), hraběnka z Ditrichštejna
  1. (II) Marie Josefina (1743–1796), kněžna-abatyše v Essenu
  2. (III) Jan František Václav (1747–1802), poslední kolínský nejvyšší maršálek, dědičný český komorník nad stříbrem ∞ Valpurga (1754–1821), hraběnka ze Šternberka
  3. (III) Anežka ze Salm-Reifferscheidtu-Hainspachu (1750-1798) ∞ Wenzel Johann (1739–1802), svobodný pán Henniger von Seeberg
  4. (III) Marie Christina (1751–1820) ∞ Michal (1745–1820), hrabě z Kounic
    1. František Vincent (1774–1842) ∞ Johanna (1780–1857), hraběnka Pachtová z Rájova
    2. Jan František Václav (1780–1847) ∞ Rozina (1795–1847), hraběnka Nosticová z Rokytnice
      1. František Josef (1819–1887), poslanec českého zemského sněmu
      2. Alois (1820–1889), poslanec říšské rady - větev rodu po meči vymírá
      3. Jan Josef (1822–1885)
      4. Johanka Josefka Rozina (1827–1892) ∞ Oswald (1817–1883), hrabě Thun-Hohenstein
        1. Josef Oswald II. (1849–1913), hrabě Thun-Hohenstein-Salm-Reifferscheidt - potomci s tímto jménem žijí do současnosti

    3. Marie Anna Valpurga (1781–1794)
    4. Marie Anna Valpurga (1782–1847) ∞ Adolph Christoph († 1831), svobodný pán von Reitzenstein
    5. Karolina (1783–1800)

### Větev Salm-Reifferscheidt-Raitz
(II) Anton Joseph Franz (1720–1769), starohrabě Salm-Reifferscheidt-Raitz ∞ Raphaela (1726–1807), hraběnka z Rogendorfu
1. Joseph Wenzel (1744–1745)
2. Maria Josephina (1746–1755)
3. Anton (1748–1760)
4. Franz Xaver (1749–1822), kardinál, kníže-biskup z Gurku
5. Karel Boromejský Josef (1750–1838), 1. kníže Salm-Reifferscheidt-Raitz ∞ (I) Marie Františka (1752–1791), hraběnka Auersperk-Trautsonová; ∞ (II) Antonie (1768-1838), hraběnka Paarová
  1. (I) Hugo František (1776–1836), starohrabě Salm-Reifferscheidt-Raitz, c. k. skutečný tajný rada, předseda moravského zemského sněmu ∞ Marie Josefa (1775–1836), hraběnka McCaffrey of Keanmore
    1. Hugo Karel Eduard (1803-1888), 2. kníže Salm-Reifferscheidt-Raitz, předseda Moravského zemského sněmu, moravský zemský hejtman, prezident Obchodní a živnostenské komory, c. k. skutečný tajný rada, rytíř Řádu zlatého rouna, 1. dědičný člen panské sněmovny ∞ Leopoldina (1805-1878), starohraběnka Salm-Reifferscheidt-Krautheim
      1. Hugo Karel František (1832–1890), 3. kníže Salm-Reifferscheidt-Raitz, poslanec Moravského zemského sněmu, rytíř Řádu zlatého rouna ∞ Alžběta (1832–1894), princezna z a na Lichtenštejnu
        1. Maria Leopoldine (1859-1897) ∞ Markus Heinrich (1858–1912), hrabě Bombelles
        2. Hugo Leopold František (1863–1903), 4 kníže Salm-Reifferscheidt-Raitz ∞ Eleonora (1873–1960), hraběnka ze Šternberka
          1. Elisabetha Luisa (1892–1964) ∞ Paul (1884–1959), hrabě Draskovich de Trakostjan
          2. Hugo Mikuláš Leopold (1893–1946), 5. kníže Salm-Reifferscheidt-Raitz, 4. a poslední dědičný člen panské sněmovny ∞ Leopoldina (1895-1980), hraběnka Mensdorff-Pouilly
            1. Ida Leopoldina (* 1921) ∞ Philipp (1921–2008), rytíř von Schoeller
            2. Alžběta Leopoldina (1925–1992) ∞ Heinrich (1921-2000), hrabě von Hartig
            3. Marie Alžběta (1931–2022) ∞ Georg Cubuk (1928–1984)
            4. Hugo Maria Augusto (1933–1974), 6. kníže Salm-Reifferscheidt-Raitz ∞ Silvia Gabrielle Scheid (* 1944)
              1. Hugo Christian Karl (* 1973), 7. kníže Salm-Reifferscheidt-Raitz - současná (2016) hlava rodu

          3. Leopold Anton (1897–1941)

        3. Elisabetha Gabriela (1867–1888) ∞ Vladimír (1864–1930), hrabě Mitrowský z Mitrowic
        4. Karel Boromejský Hugo (1871-1927) ∞ Alžběta (1878–1939), princezna z Fürstenbergu
          1. Christian Emil (1906-1973)
          2. Maria Elisabeth (1908-1984) ∞ Ernst Rüdiger (1899-1956), 7. kníže Starhemberg

      2. Siegfried Konstantin Bardo (1835–1898), poslanec říšské rady ∞ Marie Rudolfina (1845–1922), hraběnka Černínová z Chudenic
        1. Siegfried Hugo (*/† 1865)
        2. Rudolf Hugo (1866–1919) ∞ Marie (1869–1936), hraběnka Wallisová z Karighmainu
          1. Anna Marie (1901–1975), starohraběnka Salm-Reifferscheidt-Wallis (na základě adopce strýcem Josefem, hrabětem Wallisem z Carighmainu) ∞ Guido (1894–1958), hrabě Schaffgotsch, semperfrei zu Kynast

        3. Erich Maria Jaromír (1868–1945), poslanec říšské rady, c. k. komoří
        4. Robert Maria (1870–1918)
        5. Auguste Maria (1877–1919), jeptiška
        6. Leopoldine Maria (1878–1943)

      3. Erich Adolf (1836–1884) ∞ Doña Maria del Pilar Álvarez de Toledo (1843–1893), dcera 16. hraběte ze Sclafani[16]
        1. August Hugo (1866–1942) ∞ Gabrielle (1868–1942), baronesa Perényi de Perény
          1. Niklas Maria (1904–1970), starohrabě Salm-Reifferscheidt-Ungnad-Weissenwolff (roku 1944 adoptován babičkou Idou, hraběnkou Ungnadovou z Weisenwolffu, M. hraběnkou Szápáry) ∞ (I) Irene (1911–1960), princezna Thurn-Taxis; ∞ (II) Antonie (1908–1962), princezna Thurn-Taxis
            1. Henriette Maria (* 1941) ∞ Andreas (* 1933), svobodný pán von Lederer
            2. Niklas Hugo (* 1942) ∞ Natalie (* 1948), hraběnka z Neippergu
              1. Irene Maria (* 1971) ∞ Klaus Gollhofer-Berger (* 1971)
              2. Niklas Maria (* 1972) ∞ Nathalie (* 1974), hraběnka z Ballestremu
                1. Theresa (* 2002)
                2. Christoph Niklas (* 2003)

              3. Sophie Marietta (* 1975) ∞ Wladimir (* 1972), hrabě Ledóchowski herbu Szaława
              4. Paul Maria (* 1979)
              5. Conrad Maria (* 1985)

            3. Franz Anton (* 1944) ∞ Barbora (* 1944), svobodná paní Wenzlová ze Sternbachu
            4. Gabrielle Marie (* 1946) ∞ Maximilian Lobmeyr von Hohenleiten (* 1941)
            5. Elisabeth Maria (* 1948) ∞ Heinrich (* 1944), šlechtic von Schuschnigg
            6. Karl Maria (* 1951) ∞ Eva Maria (* 1958), hraběnka Kaglevich von Buzin
              1. Johannes (* 1997)
              2. Gabriel (* 1998)
              3. Maria Assunta (* 2000)
              4. Mathäus Joseph (* 2002)

          2. Robert Ignacio (1868–1941) ∞ Felicie (1872–1949), hraběnka Hoyos-Sprinzenstein
            1. Erich (*/† 1898)
            2. Marie Louise (1900–1983) ∞ James Morgan (1882–1965)
            3. Marie Felicie (1902–1985), jeptiška

          3. Marie Therese (1896–1930) ∞ Wilhelm (1890–1927), hrabě Waldburg-Zeil-Trauchburg

        2. Marie Terezie (1869–1930) ∞ Georg (1867–1918), 5. kníže Waldburg-Zeil-Trauchburg

      4. Marie Rozina (1831–1845)
      5. Augusta Aloisie (1833–1891) ∞ Jindřich (1826–1887), hrabě Clam-Martinic

    2. Robert Antonín Ludvík (1804–1875) ∞ Felicie (1815–1902), hraběnka z Clary-Aldringenu
    3. Hugo Arnošt (*/† 1806)

  2. František Antonín (*/† 1776)
6. Johann Nepomucenus (*/† 1751)
7. Maria Anna (1752–1789)
8. Leopoldine (1753–1754)
9. Antonia (1756–1758)
10. Maria Theresia Josephina Joachima Anna Erasma Walburga (1757–1830)

## Zkratky
- * - narodil (a) se
- † - zemřel (a)
- ∞ - oženil se s ; vdala se za
- M. - vdaná za
- Cca - kolem